# 金井体育館
金井体育館（クムジョンチェユッカン、금정체육관）は、韓国の釜山にある総合体育施設。バスケットボールなどのスポーツで使用される。2002年にアジア競技大会の開催に合わせて建設された。金井体育公園内にある。韓国プロバスケットボール釜山KTFマジックウィンズの本拠地。

## 建物
2002年アジア競技大会整備のために2002年に竣工。
- 構造：地上3階地下1階建
- 総面積：21,075m2